# アンティポン
アンティポン（アンティポーン、アンティフォン、ギリシア語: Ἀντιφῶν, Antiphôn）と呼ばれる古代ギリシアの人物が2人いる。
- 弁論家のアンティポン
- ソフィストのアンティポン

この2人を同一人物とする説もあり、今なお議論が続いている。本項では別々の人物として記述する。

## 弁論家のアンティポン
ラムヌースのアンティポン（紀元前480年 - 紀元前411年）は、アッティカのラムヌース区出身のアテナイ人。アッティカ十大雄弁家の1人。修辞学者、政治家。紀元前411年、寡頭派を支持し、「四百人」寡頭派体制（The Four Hundred）の樹立に大きく貢献した（しかし、このすぐに民主制が復活した）。アンティポンは反逆罪で起訴され、死刑に処せられた。トゥキディデスは『戦史』の中でアンティポンの手腕、影響力、名声について書いている。
アンティポンは政治的雄弁術の創設者と見なされることもあるが、裁判以外で、公衆に対して演説したことは一度もなかった。エジプトのパピルスに残っていたアンティポンの演説の断片は自身の政策を弁護するもので、1907年にJ. Nicoleによって校訂された。
アンティポンはロゴグラポスを主な仕事とした。これは、法廷で陳述を求められた訴訟当事者たちのために、その演説を代筆する仕事である。アンティポンの法廷弁論は15残っている。そのうち12は学校での演習に使う、架空の裁判のための法廷弁論である。それぞれの弁論は、原告側と被告側両方の演説（原告の起訴、被告の答弁、原告の反対訴答、被告の反対訴答）から成っている。残りの3つは実際の裁判に使われた法廷弁論で、いずれも殺人事件のものである。さらにアンティポンは修辞学技術（Τεχνη）を作ったとも言われている。

## ソフィストのアンティポン
断片しか現存していないが、『真理について』という名前で知られる論文は、ソフィストのアンティポンの作とされている。この論文では自然権理論の先駆けとも思える理論が展開されている。ラムヌースのアンティポンと別人説が言い出されたのは、こうした見解からである。つまり、この人物は断固とした平等主義（Egalitarianism）、自由意志論者で、それは民主主義寄りで、その民主主義に対して寡頭派のクーデターを起こした人物とは相容れないからである。
『真理について』において、習慣あるいは法の抑圧的な性質（ノモス）が、自然、とくに人間の性質（ピュシス）と並置されている。自然は自発性と自由を求めるのに対して、法はしばしばいわれのない制限を負わす。
抑制は痛みを意味する。一方で、その痛みを避けるのが自然である、というのがアンティポンの主張である。
アンティポンは、仲間のヘラクレアのブリュソン（Bryson of Heraclea）とともに、円の周りに多角形を内接させ、それから外接させ、最後に多角形の面積を計算することで、円周率の値の上限と下限を求めた最初の人物でもある。この方法は円積問題に適用された。

### 関連文献
- 高畠純夫訳『アンティポン／アンドキデス 弁論集』京都大学学術出版会〈西洋古典叢書〉、2002年。ISBN 4-87698-133-7
- 高畠純夫『アンティフォンとその時代 前5世紀アテナイの社会・思想・人間』東海大学出版会、2011年。ISBN 978-4-486-01894-0
- 納富信留「第18章 アンティフォン 弁論の挑発」-『ギリシア哲学史』 筑摩書房、2021年。ISBN 978-4-480-84752-2